# Retour à Reims
Retour à Reims est un essai autobiographique du sociologue et philosophe Didier Eribon paru le 30 septembre 2009 chez Fayard.
Après la mort de son père, Didier Eribon retourne à Reims, sa ville natale, et retrouve son milieu d'origine, avec lequel il avait plus ou moins rompu trente ans auparavant. Il décide alors de se plonger dans son passé et de retracer l'histoire de sa famille, ainsi que son propre parcours de transfuge de classe.
Il s'agit de la première partie du diptyque nommé Le Cycle du retour avec La Société comme verdict dans lequel Didier Eribon poursuit la pensée développée dans Retour à Reims.
L'ouvrage a connu un très grand succès pour un essai sociologique, avec plus de 65 000 exemplaires vendus par Fayard en France en 6 ans mais surtout plus de 80 000 exemplaires écoulés en Allemagne en seulement 1 an et demi (sortie en 2017 en Allemagne). France Culture le qualifie même de « best-seller sociologique ».
Ce livre fait l'objet d'une adaptation partielle sous la forme d'un film documentaire, raconté par Adèle Haenel, et sorti en 2021.

## Contexte
Didier Eribon, transfuge de classe qui avait quitté le milieu ouvrier de sa famille pour devenir intellectuel, décide de retourner dans sa région natale de Reims à la suite de la mort de son père. Il va alors renouer contact avec ce monde par le biais de sa mère. Il s'interroge alors sur son parcours et se demande pourquoi lui qui a tant écrit sur la question homosexuelle, n'a jamais écrit sur la question des classes sociales. L'auteur, célèbre pour son ouvrage Réflexions sur la question gay, va donc ici passer de l'étude de l'identité sexuelle à l'étude de l'identité sociale,.
Il entreprend ainsi à la suite de cet événement d'écrire un livre autobiographique et sociologique retraçant son parcours mais aussi celui de sa famille, en décrivant les mécanismes de « domination sociale » qui les ont déterminés et le contexte environnant. Il met par là à jour une réflexion critique sur la reproduction sociale, le système scolaire, la politique, le monde ouvrier, les classes mais aussi la construction identitaire et l'homosexualité.

### Le récit d'un retour
Survenant donc à la suite de la mort d'un père qu'il n'a pas souhaité revoir depuis très longtemps, Didier Eribon entreprend un retour à la fois géographique, auprès de sa mère dans son milieu d'origine, mais aussi un retour sur soi et sur une histoire personnelle et familiale ancrée dans le lieu qu'il rejoint. Il se replonge alors dans le passé et, au moyen de cet ouvrage, réalise plus qu'un retour à Reims, un retour sur lui-même en se prenant comme sujet d'analyse de manière non pas psychanalytique mais socio-historique.

## Auto-analyse
Dans Retour à Reims, Eribon se place dans la continuité de nombreux auteurs sociologiques tel Richard Hoggart et va ainsi, à travers un parcours personnel, retracer des dynamiques et réalités collectives, à l'échelle d'une famille comme d'une classe entière, la classe ouvrière. Ce livre est ainsi une sorte d'essai autobiographique, ne se limitant pas à conter une histoire personnelle mais la replaçant dans son contexte pour mieux l'analyser et en tirer une réflexion beaucoup plus large sur la société française.

### Récit personnel
Tout d'abord, Retour à Reims est un récit personnel retraçant le parcours de l'auteur. Dans ce livre, Didier Eribon n'a pas pour simple but d'exposer ou de raconter sa vie mais bien de s'en servir pour démontrer un ensemble de phénomènes sociaux et politiques. Ainsi, l'auteur, utilisant grandement l'oeuvre de Bourdieu, va utiliser ses techniques d'analyse mais cependant critiquer sa démarche consistant à partir de la société pour expliquer son cas, tel qu'il le fait dans Esquisse pour une auto-analyse. Didier Eribon entend au contraire partir de son cas pour déconstruire les mécanismes sociaux qui ont déterminé son parcours et dans une moindre mesure son identité sociale. Par là, l'auteur veut réaliser une « subjectivation » de soi en s'analysant comme sujet à l'aide des sciences sociales pour ainsi se « défaire » de ce qu'il nomme « l'assujettissement » social.

### Récit familial et collectif
Plus que s'inspirant de son seul parcours personnel, Didier Eribon va retracer la trajectoire de ses parents et grands-parents. C'est ainsi une analyse sur trois générations qui lui permet de s'intéresser aux évolutions du monde ouvrier et de la société. Retour à Reims est ainsi une série d'analyses sur la famille de l'auteur avec au-dessus une réflexion sur les classes populaires en général.

## Thématiques

### Domination sociale
Le thème principal de Retour à Reims est la hiérarchisation sociale et la reproduction sociale qu'elle implique, c'est-à-dire le fait que les classes dominantes mais plus encore l'ensemble de la société entretiennent la hiérarchie entre groupes sociaux et sa perpétuation au fil des générations.
Depuis sa position de transfuge de classe, Eribon cherche donc à montrer l'ensemble des mécanismes de reproduction sociale qui ont rendu son parcours difficile.

### Classe ouvrière
Né au début des 30 glorieuses en 1953, Eribon raconte son enfance au sein du milieu ouvrier qui est alors à son apogée. D'un père ouvrier qui finit contremaître et d'une mère femme de ménage devenue ouvrière, l'auteur décrit dans Retour à Reims de nombreux aspects du monde ouvrier et sa classe, sans la magnifier ni la dévaloriser, à la manière du travail de Richard Hoggart.

### Identité sociale et sexuelle
Le parcours individuel fait aussi l'objet d'analyses sociales, notamment sur la construction de l'identité, ici surtout l'identité sociale mais qu'Eribon ne peut séparer de l'identité sexuelle dont la construction est particulièrement corrélée dans son parcours de transclasse homosexuel. Il accorde, comme Annie Ernaux, une place importante à la question de la « honte » qu'elle soit sociale ou sexuelle, qui est pour Eribon un phénomène social déterminant. Il ressent ainsi une honte liée à la position « subalterne » de sa famille par sa culture, ses métiers, etc., et aussi une honte liée à son homosexualité. Celle-ci est particulièrement importante dans un milieu très homophobe, comme le montre les difficultés de dialogue avec son père qu'il décrit. Eribon dit alors être « un produit de l'injure. Un fils de la honte » (p. 204) construit par les insultes répétées perpétuellement du fait de son homosexualité.

### École
Seul bachelier de sa famille, Eribon fait dans Retour à Reims le blâme du système scolaire français, reprenant les analyses bourdieusiennes, analysant la force de la reproduction scolaire, programmant l'échec scolaire dans les milieux populaires. Il critique ainsi l'incapacité de l’École à mettre en place un système plus juste et « méritocratique ». Il ne met donc pas en avant son mérite d'avoir réussi mais plutôt sa position de « miraculé scolaire » qui démontre l'inégalité des chances à l'école.

### Lecture politique
Ce récit est aussi l'occasion pour l'auteur de faire une critique des choix par la gauche française dans les années 80, après le recul du PCF, qui était une institution essentielle dans le milieu ouvrier. Eribon tente par là d'expliquer le basculement du vote ouvrier du PCF vers le FN, notamment à travers l'exemple de sa famille.
Il offre également une critique des milieux trotskistes auxquels il appartenait, notamment à travers l'homophobie latente qui pouvait y exister.

## Auteurs de référence
Auteur aux multiples références, Eribon fait appel dans Retour à Reims à de très nombreux penseurs et écrivains, de la philosophie avec J.P. Sartre, Foucault à la littérature, en passant par la sociologie. Il pourrait ainsi se situer entre le « je transpersonnel » d'Ernaux et l'auto-analyse de Bourdieu.

### Pierre Bourdieu
En s'inspirant de l'auto-analyse développée par Pierre Bourdieu, Eribon fait ici la même démarche. Il entreprend avec Retour à Reims d'expliquer les mécanismes sociaux par son propre cas. Il s'inscrit ainsi dans une tradition de critique du monde social, dans la lignée du structuralisme bourdieusien. Il apparaît ainsi très proche de celui-ci notamment dans sa réflexion sur l'école et l'auto-élimination qu'elle exerce dans les milieux populaires.

### Annie Ernaux
Retour à Reims s'inspire aussi d'une autre référence centrale de l'auteur, l'écrivaine Annie Ernaux, qui mélange dans ses œuvres, comme La Place, une réflexion intellectuelle sur l'identité et une histoire intime et singulière.